# JCPenney
Penney OpCo LLC, également dénommée JCPenney ou même Penney, est une chaîne de grands magasins américaine basée à Plano, au Texas, dans la banlieue de Dallas. 
L'entreprise gère 649 magasins répartis aux États-Unis et à Porto Rico.

## Histoire
James Cash Penney ouvre son premier magasin à Kemmerer, Wyoming le 14 avril 1902. En 1909, il déménage le siège à Salt Lake City, puis à New-York en 1914. Penney dispose de 34 magasins en 1912, et 175 en 1917.
Le 20 septembre 2012, JC Penney et Disney annoncent un projet d'ouvrir des espaces de 70 m2 à 102 m2 de textiles et accessoires Disney dans 500 magasins de J. C. Penney.
En janvier 2015, la firme annonce la fermeture de 40 magasins et la suppression de 2 250 emplois aux États-Unis.
Les écarts de salaire au sein de JC Penney sont particulièrement considérables. Chaque jour, Ronald Johnson, PDG de l'entreprise, bénéficie d'une rémunération correspondant à plus de six années de salaire moyen d’un employé.
En avril 2020, JC Penney étudie la possibilité de se déclarer en faillite au titre du chapitre 11. Les mesures de confinement liés à la pandémie de Covid-19 ont condamné l'entreprise à fermer la totalité de ses 850 magasins et à licencier une grande partie de ses 95 000 employés.

## Principaux actionnaires
Au 16 avril 2020.
| Pershing Square Capital Management | 12,2 % |
| Dodge & Cox                        | 6,38 % |
| Lazard Asset Management            | 5,92 % |
| The Vanguard Group                 | 5,54 % |
| Newport Trusr                      | 4,96 % |
| Contrarius Investment Management   | 4,54 % |
| Evercore Trust Company             | 4,31 % |
| Putnam                             | 4,21 % |
| D. E. Shaw & Co                    | 3,34 % |
| Impala Asset Management            | 3,30 % |